# Нагір'я (Дорогичинський район)
Нагір'я (місц. Нагір'є, біл. Нагор’е) — село в Білорусі, у Дорогичинському районі Берестейської області. Орган місцевого самоврядування — Дорогичинська сільська рада.

## Географія
Розташоване за 8 км на захід від Дорогичина.

## Історія
Маєтком у селі володів Віктор Вислоуха.

## Населення
За переписом населення Білорусі 2009 року чисельність населення села становила 483 особи.

## Особистості

### Народилися
- Війтюк Володимир Петрович («Погоня», «Чорний», 1913 — 10 листопада 1940), український військовий діяч, провідник Поліського повітового проводу ОУН, командир Поліського лозового козацтва у ступені поручника (1939), військовий інструктор і заступник «Мармаша» (Івана Климіва) (1940)[2][3].